# Premierzy Australii Południowej
Premier Australii Południowej (Premier of South Australia) jest urzędnikiem państwowym faktycznie stojącym na czele władzy wykonawczej w stanie Australia Południowa (formalnie najwyższym rangą członkiem egzekutywy jest gubernator stanu). Jest powoływany przez gubernatora, w praktyce funkcję tę obejmuje jednak zawsze przywódca większości w Izbie Zgromadzenia.
Funkcja premiera powstała w 1856, gdy Australia Południowa - wówczas kolonia brytyjska – uzyskała autonomię. Od 1901 kolejni premierzy są szefami rządu stanowego w ramach Związku Australijskiego.

## Lista premierów

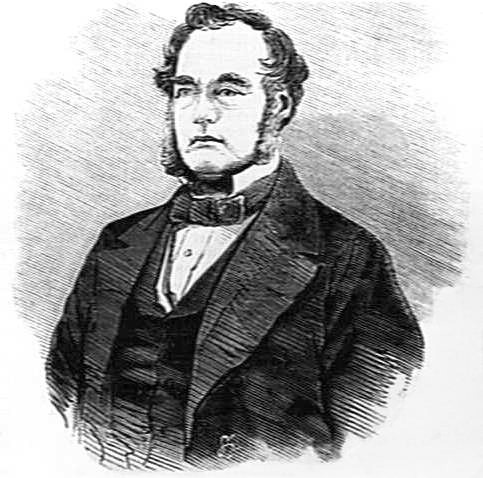
Pierwszy premier Australii Południowej, Boyle Finniss

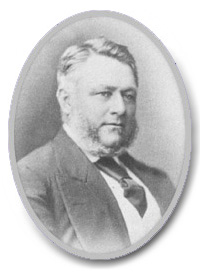
Pięciokrotny premier Henry Ayers

### Premierzy kolonii brytyjskiej

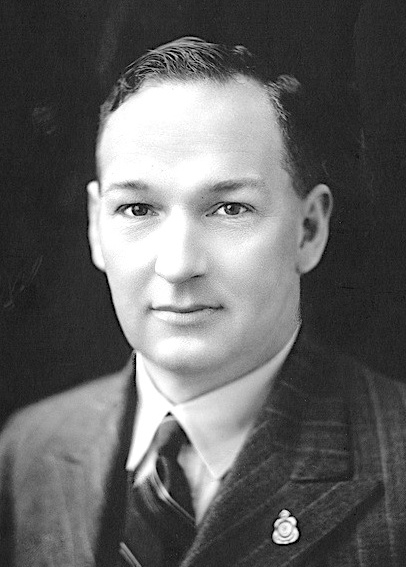
Thomas Playford IV, sprawujący urząd premiera nieprzerwanie przez ponad 26 lat

| lata urzędowania | imię i nazwisko    |
| ---------------- | ------------------ |
| 1856 - 1857      | Boyle Finniss      |
| 1857             | John Baker         |
| 1857             | Robert Torrens     |
| 1857 - 1860      | Richard Hanson     |
| 1860 - 1861      | Thomas Reynolds    |
| 1861 - 1863      | George Waterhouse  |
| 1863             | Francis Dutton     |
| 1863-1864        | Henry Ayers        |
| 1864-1865        | Arthur Blyth       |
| 1865             | Francis Dutton     |
| 1865             | Henry Ayers        |
| 1865-1866        | John Hart          |
| 1866-1867        | James Boucaut      |
| 1867-1868        | Henry Ayers        |
| 1868             | John Hart          |
| 1868             | Henry Ayers        |
| 1868-1870        | Henry Strangways   |
| 1870-1871        | John Hart          |
| 1871-1872        | Arthur Blyth       |
| 1872-1873        | Henry Ayers        |
| 1873-1875        | Arthur Blyth       |
| 1875-1876        | James Boucaut      |
| 1876-1877        | John Colton        |
| 1877-1878        | James Boucaut      |
| 1878-1881        | William Morgan     |
| 1881-1884        | John Cox Bray      |
| 1884-1885        | John Colton        |
| 1885-1887        | John Downer        |
| 1887-1889        | Thomas Playford II |
| 1889-1890        | John Cockburn      |
| 1890-1892        | Thomas Playford II |
| 1892             | Frederick Holder   |
| 1892-1893        | John Downer        |
| 1893-1899        | Charles Kingston   |
| 1899             | Vaiben Solomon     |
| 1899-1900        | Frederick Holder   |

### Premierzy stanu Australii
| lata urzędowania | imię i nazwisko       |
| ---------------- | --------------------- |
| 1901             | Frederick Holder      |
| 1901-1905        | John Jenkins          |
| 1905             | Richard Butler        |
| 1905-1909        | Thomas Price          |
| 1909-1910        | Archibald Peake       |
| 1910-1912        | John Verran           |
| 1912-1915        | Archibald Peake       |
| 1915-1917        | Crawford Vaughan      |
| 1917-1920:       | Archibald Peake       |
| 1920-1924        | Henry Barwell         |
| 1924-1926        | John Gunn             |
| 1926-1927        | Lionel Hill           |
| 1927-1930        | Richard Layton Butler |
| 1930-1933        | Lionel Hill           |
| 1933             | Robert Richards       |
| 1933-1938        | Richard Layton Butler |
| 1938-1965        | Thomas Playford IV    |
| 1965-1967        | Frank Walsh           |
| 1967-1968        | Don Dunstan           |
| 1968-1970        | Steele Hall           |
| 1970–1979        | Don Dunstan           |
| 1979             | Des Corcoran          |
| 1979-1982        | David Tonkin          |
| 1982-1992        | John Bannon           |
| 1992-1993        | Lynn Arnold           |
| 1993-1996        | Dean Brown            |
| 1996-2001        | John Olsen            |
| 2001-2002        | Rob Kerin             |
| 2002-2011        | Mike Rann             |
| 2011-2018        | Jay Weatherill        |
| 2018-2022        | Steven Marshall       |
| od 2022          | Peter Malinauskas     |